# Альдеануева-де-Санта-Крус
Альдеануева-де-Санта-Крус (ісп. Aldeanueva de Santa Cruz) — муніципалітет в Іспанії, у складі автономної спільноти Кастилія-і-Леон, у провінції Авіла. Населення — 146 осіб (2010).
Муніципалітет розташований на відстані близько 150 км на захід від Мадрида, 70 км на південний захід від Авіли.

## Демографія
Динаміка населення (INE ):